# Pegognaga
Pegognaga is een gemeente in de Italiaanse provincie Mantua (regio Lombardije) en telt 6862 inwoners (31-12-2004). De oppervlakte bedraagt 46,7 km², de bevolkingsdichtheid is 144 inwoners per km².

## Demografie
Pegognaga telt ongeveer 2572 huishoudens. Het aantal inwoners steeg in de periode 1991-2001 met 2,0% volgens cijfers uit de tienjaarlijkse volkstellingen van ISTAT.
| Jaar | Inwoneraantal |
| ---- | ------------- |
| 1991 | 6489          |
| 2001 | 6618          |

## Geografie
Pegognaga grenst aan de volgende gemeenten: Gonzaga, Moglia, Motteggiana, San Benedetto Po, Suzzara.